# Charles De Coster
Charles Théodore Henri De Coster (München, 20 augustus 1827 - Elsene, 7 mei 1879), was een Belgisch schrijver die in het Frans schreef.

## Biografie
De Coster had een Vlaamse vader en een Waalse moeder en studeerde aan de Université libre de Bruxelles waar hij zich aansloot bij de democratische en anti-klerikale opvattingen. Hij werd eerst journalist en later leraar aan de Koninklijke Militaire School in Brussel.
Les Légendes flamandes (Vlaamse legenden), in het tijdschrift Uylenspiegel, waaraan hij meewerkte, kende snel enig succes maar de rest van zijn werk genoot pas later bijval.
Zijn voornaamste werk De legende en de heldhaftige, vrolijke en roemrijke avonturen van Uilenspiegel en Lamme Goedzak in het land van Vlaanderen en elders, tegen de achtergrond van de Tachtigjarige Oorlog, viel niet in de smaak in Belgische conformistische kringen. Het werd bekend in de hele wereld en vertaald in alle Europese talen, maar in eigen land genegeerd. In 1976 werd het verhaal verfilmd in het Russisch.
De legende van Uilenspiegel en Lamme Goedzak incarneerde het hart en de ziel van Vlaanderen. Zij vermengt folklore en geschiedenis met mythe, het verhaal van een familie met dat van een volk. Tijl Uilenspiegel vecht voor zijn vrouw, Nele, maar hij is vooral ook een verdediger van de vrijheid, tegen de verdrukking van Filips II van Spanje en diens landvoogd, de hertog van Alva. Uilenspiegel is de held die zich verzet tegen alle vormen van onderdrukking.
De Coster was repetitor van Georges Eekhoud aan de Koninklijke Militaire School.
Hij ligt begraven op de begraafplaats van Elsene. Er zijn diverse straten in België naar hem vernoemd. Onder meer een belangrijke invalsweg in Antwerpen, de 'Charles de Costerlaan'.

## Werk
- Contes brabançons (1861)
- Légendes flamandes (1861)
- La Légende d'Ulenspiegel (1867), vertaling De Legende van Uilenspiegel